# ソニック・ザ・ファイターズ
『ソニック・ザ・ファイターズ』は、セガ・エンタープライゼスが1996年に発売したアーケードゲーム。ソニックシリーズのキャラクターが戦う3D対戦型格闘ゲーム。北米向けのタイトルは『Sonic Championship』。ただし、移植版ではいずれも国内版と同じタイトルとなっている。

## ストーリー
悪の科学者ドクター・エッグマンは、宇宙要塞「デスエッグII」を建造し、また何か悪さを企んでいることを察知したソニックとテイルス。宇宙に発つ手だてとして、1人乗りのロケット「ルナフォックス」が準備されていたが、動かすには8つのエメラルドが必要不可欠であった。
ナックルズの提案により、一番強い人が乗ることになった。

## システム
基本システムは『バーチャファイター2』や『ファイティングバイパーズ』に近い。
操作は、8方向レバーとバリア（B）、パンチ（P）、キック（K）の3ボタン。操作方法は以下の通り（右向きの時の説明）。
移動
→→で前にダッシュ。←←で後にダッシュ。一度→に押して→を入力し続けると走ることができる。P+K+B同時押しで手前や奥に横軸移動して避ける「移動よけ」を行い、接近戦では相手の背後に回り込むことができる。
攻撃
↓+Kでダウン攻撃ができる。相手に近づきP+Bで投げる。
ダウン
ダウン時に→、←と入力すると前転か後転、↑、↓で横転できる。浮かされた時にP+K+Bで体勢を修復可能。
ハイパーモード
←P+Kでバリアを１つ消費してハイパーモードになる。ハイパーモード中は技をキャンセルして別の技を出すことができ、ハイパーモード専用の技が1回だけ使える。

### バリアについて
打撃技に上中下の区別がなく、正面からの打撃技を全て防ぐことができる。1回の試合で使用可能なバリアの回数は限られていて、全て使い果たすとバリアが使用不可能になる。ラウンドを跨いでもバリアが回復する事はない。

## キャラクター
キャラクターの詳しい説明はソニックシリーズに登場するキャラクターの一覧を参照。ビーンとバークは本作が初登場となる。
また、ボスキャラクターであるメタルソニックとドクター・エッグマンは、PS3、Xbox 360版にてプレイアブル化された。
名前・年齢・性別・ステージの順で表記。
ソニック・ザ・ヘッジホッグ
15〜16歳 男 Giant Wing
マイルス・テイルス・パウアー
8歳 男 Canyon Cruise
ナックルズ・ザ・エキドゥナ
16歳 男 South Island
エミー・ローズ
8歳 女 Flying Carpet
技の中の「頭上注意」で発生する物はリンゴ、LOVEの文字、魚、ビーンの頭、ハート、骨付き肉、ハンバーガー、サッカーボール、バナナ、板チョコというバリエーションがあり、ハイパーモードでは16tの重りを落とす。
ファング・ザ・スナイパー
?歳 男 Casino Night
ビーン・ザ・ダイナマイト
15歳 男 Dynamite Plant
エスピオ・ザ・カメレオン
17歳 男 Mushroom Hill
バーク・ザ・ポーラーベアー
17歳 男 Aurora Icefield

### 隠しキャラクター
スーパーソニック
ソニックがカオスエメラルドでパワーアップした姿。一人でプレイしている時にメタルソニック戦の1ラウンド目まで一回もラウンドを取られずに勝利し続け、2ラウンド目でハイパーモードになるとソニックがスーパーソニックに変身する。スーパーソニックはどんな攻撃を受けてもダメージはないが、条件の通り2人対戦では使えない。
ハニー・ザ・キャット
?歳 女
PS3/Xbox 360版における隠しキャラクター。キャラクター選択画面でエミーにカーソルを合わせている時にスタートボタンで選べる。技はソニックとナックルズとビーンがベースになっている。『ファイティングバイパーズ』のハニーが原型となっている。ステージ曲はサウンドトラックにボーナストラックとして収録されている。
元々はアーケード版開発当時の没キャラクターで、PS3/Xbox 360移植の際に解析作業をしていたプログラマーによりハニーの没データが発見されたことを機に実装されることとなった。

### ボスキャラクター
メタルソニック
エッグマンがソニックと互角の力で戦うように作ったロボット。最終ステージでエッグマンの前に登場する。他のキャラクターと違い、攻撃しても何も飛び散らない。ステージはDeath Egg's Eye。
ドクター・エッグマン
ソニックを敵視する悪の天才科学者。メタルソニックを倒した後爆発まであと30秒と表示され、その後15秒のデモの後エッグマンが登場し対戦となる。攻撃するとリングではなく機械にあるネジが飛び散る。

## 移植作品
アーケード版稼動当時はセガサターンに移植予定であったが、発売中止になった。
アーケード版の稼働から10年近く後の2005年8月11日にPlayStation 2、ニンテンドー ゲームキューブで発売された『ソニック ジェムズ コレクション』に収録されている。セガの細山田水紀が2019年にGAME Watchとのインタビューで語ったところによると、『ソニック ジェムズ コレクション』への移植に当たっては全国各所から基板と筐体を集め、移植と実機の相互チェックといった作業が行われたとされている。
また、2012年11月28日に『MODEL2コレクション』の1作としてPlayStation 3とXbox 360で配信された。Xbox OneとXbox Series X/Sでソフトのダウンロード販売は2024年12月6日11:59をもって終了。
更に2021年9月24日に発売された『LOST JUDGMENT 裁かれざる記憶』でも劇中のプレイスポットとして収録された。

## その他
- ステージ曲はそれぞれ固有の物が使われているが、2人対戦でソニックとナックルズが対戦した場合はどのステージでも専用の曲が流れる。
- 海外版におけるオープニングデモでのエッグマンの登場シーンで流れる字幕「REVENGE OF DR.ROBOTONIC」の、「ROBOTONIC」が「ROBOTNIK」の誤植になっている。